# Nepřímý důkaz
Nepřímý důkaz, v kriminalistice nazývaný indicie, je v kriminalistice a soudním a správním dokazování důkaz, který sám o sobě nestačí k tomu, aby mohl být učiněn závěr o existenci toho, co se má dokázat, dokazuje však skutečnost jinou, která s objasňovanou skutečností souvisí. (například otisky prstů na vražedné zbrani jsou nepřímý důkaz, dokazují jen to, že určitá osoba měla někdy zbraň v ruce, nikoliv to, že s ní spáchala vraždu). Nepřímý důkaz má důkazní význam jen ve spojení s jinými nepřímými nepochybnými důkazy, s nimiž tvoří ucelenou soustavu, jejíž články na sebe logicky navazují a navzájem nejsou v rozporu a která tak vede nepochybně k určitému závěru o dokazované věci a vylučuje možnost jiného závěru.

## Použití
V zásadě jsou však všechny důkazy buď statistické (diskrétní) nebo jednoznačně související (spojité) povahy.[zdroj?] Přičemž i se spojitými důkazy můžeme pracovat dále opět buď statisticky nebo spojitě.[zdroj?] Od těchto základních vlastností a dispozic důkazů se odvíjí možnost řadit je buď do pevných nebo volných důkazních řetězců, logicky je kombinovat nebo zvyšovat statistickou váhu určitého tvrzení.[zdroj?]
Mezi nepřímé důkazy lze řadit i důkazy statistické povahy (diskrétní) nebo takové spojité[zdroj?] (přímo související) důkazy, se kterými je s ohledem na dokazovanou skutečnost možné pracovat jen statisticky, resp. jen zvyšují váhu, pravděpodobnost cílového tvrzení v soudním či policejním dokazování.[zdroj?]
Může tedy existovat spojitý důkaz, který nemusí být přímým důkazem (např. nalezení smrtící zbraně). Rovněž může existovat mnoho indicií nebo markerů pro cílové tvrzení (např. o něčí vině), a přesto toto tvrzení nelze prokázat jednoznačně (spojitě), například pomocí jednoznačných logických operací na základě těchto (statistických, diskrétních) důkazů.[zdroj?]
Nepřímé důkazy kladné umožňují zjištění určité skutečnosti, nepřímé důkazy záporné její existenci vylučují. Nepřímé důkazy mohou být co do hodnověrnosti stejně spolehlivé jako důkazy přímé, pouze dokazování je obtížnější.
Pouze některé nepřímé důkazy (v kriminalistice a soudním dokazování) lze ověřit pomocí logického nebo matematického nepřímého důkazu.[zdroj?]
Většina justičních omylů má původ právě v nesprávné práci s nepřímými důkazy, buď v chybném používání matematické logiky, v záměně důkazů diskrétních a spojitých, ve špatném odhadu/výpočtu váhy (pravděpodobnosti) diskrétného důkazu nebo v jejich chybném řetězení a kombinování.[zdroj?]

## Typy nepřímých důkazů
Nepřímé důkazy se třídí podle například do těchto skupin:[zdroj?]
- Nepřímý důkaz charakteru stop (daktyloskopické, pachové, krevní)
- Nepřímý důkaz charakteru předmětů (smrtící zbraň, osobní předměty)
- Nepřímý důkaz charakteru objektů trestného činu (mrtvola, část těla, poškozený automobil)
- Nepřímý důkaz statistického charakteru (např.: existuje 50% pravděpodobnost, že se podezřelý v daný čas nacházel na daném místě)
- Nepřímý důkaz charakteru markerů - náznaků - rysů (psychologické, anamnetické, sociálně-historické - převážně opět statistické povahy). (V určité zemi v určitém desetiletí mafie obvykle pere peníze prostřednictvím filmových společností, heren nebo obchodů s potravinami - takový marker nazýváme sociálně-historickým a nemusí mít potřebnou váhu v jiném desetiletí nebo v jiné zemi.)
- Nepřímý důkaz charakteru svědectví
- Nepřímý důkaz charakteru rozporů ve výpovědi (slovní důkaz, časový důkaz)

## Nepřímý důkaz jednoznačný a nejednoznačný
Termín nepřímý důkaz označuje dvě podstatně rozdílné věci. Jednak označuje důkaz, který je sice nezpochybnitelný, ale který nestačí k usvědčení ze spáchání trestného činu, protože nehovoří přímo k tomuto činu, není s ním jednoznačně spojen. (Například mám důkaz, že podezřelá osoba v den zabití určité osoby autem jela autem a její vozidlo ještě navíc třeba nese známky podobné obvyklým známkám střetu vozidla a člověka.) 
Jiné nepřímé důkazy mají charakter spíš náznaků, příznaků, vodítek, markerů a statistických zjištění a má smysl je odlišit a nazývat nepřímými důkazy víceznačnými. (Například, že podezřelý pochází ze sociálně závadného prostředí, že byl už za podobnou činnost trestán, že nese typologické a psychologické rysy možného pachatele, že se s obětí dostával do psychologicky vypjaté situace, že nese markery typické v dané lokalitě a v daném čase pro obvyklé pachatele daného trestného činu, že je vysoká statistická pravděpodobnost, že mohl být v daném okamžiku na daném místě apod.) 
Zatímco pro získání usvědčujícího řetězu důkazů při kombinaci nepřímých důkazů jednoznačné povahy těchto stačí obvykle jen několik, pro přesvědčivý důkazní obraz v případě hromadění nepřímých důkazů víceznačných jich potřebujeme obvykle větší množství a v pravém smyslu je nelze řetězit a jejich vyhodnocení může být více zatíženo subjektem posuzovatele, resp. má charakter pouhého zvyšování pravděpodobnosti, že je podezřelý viníkem.